# Schizoprymnus tantalus
Schizoprymnus tantalus är en stekelart som beskrevs av Papp 1981. Schizoprymnus tantalus ingår i släktet Schizoprymnus och familjen bracksteklar. Inga underarter finns listade i Catalogue of Life.